# Династия (сезон 4)
Четвёртый сезон американского телесериала «Династия» (англ. Dynasty) выходил в эфир канала ABC с 28 сентября 1983 по 9 мая 1984 года. Всего в сезоне 27 эпизодов.

## Сюжет
Вернувшись домой, Стивен столкнулся с новыми проблемами — постоянная вражда с отцом перерастает в настоящую войну, когда речь заходит об опекунстве над сыном Стивена, малышом Дэнни, которого Сэмми Джо оставила на попечении магната. Блэйк готов на всё, чтобы получить право опеки над мальчиком.
Не выдержав мысли о том, что он чуть было не убил Алексис и Кристл, спасённых из пожара, Джозеф кончает жизнь самоубийством. Кирби пытается избавиться от ребёнка, который был зачат в результате изнасилования: девушка рассказывает Кристл, что отец ребёнка — Адам.
Но у Блэйка есть и другие заботы из-за интриг, которые плетёт Алексис, руководящая руководит «КолбиКо». Таинственное убийство Марка заставляет задуматься Кэрринтготонов — кто желал смерти спортивной звезды?

## В главных ролях

### Основной состав
- Джон Форсайт — Блейк Кэррингтон
- Линда Эванс — Кристл Кэррингтон
- Джоан Коллинз — Алексис Колби
- Памела Сью Мартин — Фэллон Кэррингтон Колби
- Джек Колман — Стивен Кэррингтон
- Джон Джеймс — Джефф Колби
- Хизер Локлер — Сэмми Джо Дин Кэррингтон
- Памела Беллвуд — Клаудия Блейсдел
- Гордон Томсон — Адам Кэррингтон
- Кэтлин Бэллер — Кирби Андерс
- Джеффри Скотт— Марк Дженнингс
- Ли Берджер — Джозеф Андерс
- Дебора Адер — Трейси Кэндалл
- Хельмут Бергер — Питер Дэ Вилбис
- Майкл Нэйдер — Декс Декстер
- Дайан Кэрролл — Доминик Деверо

### Приглашённые звёзды
- Джон Сэксон — Рашид Ахмед
- Питер Марк Ричман — Эндрю Лэрд
- Дэвид Экройд — Детектив Фред Мэррилл
- Вирджиния Хокинс — Джаннетт Роббинс
- Пол Бёрк — Нил МакВейн
- Хэнк Брэндт — Морган Хэсс
- Грант Гудив — Крис Диган
- Сэлли Кэмп — Марша
- Уильям Бэкли — Джерард
- Джон Сайфер — Дирк И. Мюрер
- Пол Кинан — Тони Дрисколл

## Описание эпизодов
| № | №  | Название / Оригинальное название               | Режиссёр              | Сценарист                     | Премьера в США   |
| --- | -- | ---------------------------------------------- | --------------------- | ----------------------------- | ---------------- |
| 62 | 1  | «The Arrest / Арест»                           | Ирвинг Джей Мур       | Эдвард Дэ Бласио              | 28 сентября 1983 |
| Марк спасает Kристл и Алексис. Алексис подозревает в поджоге нескольких людей. Блэйк и Стивен продолжают спорить о судьбе Дэнни. Блэйк подозревает Марка в поджоге. |    |                                                |                       |                               |                  |
| 63 | 2  | «The Bungalow / Бунгало»                       | Альф Кхелин           | Эдвард Дэ Бласио              | 5 октября 1983   |
| Кто-то пытается убить Алексис в больнице, а у Кристл появляются сомнения насчёт Кирби. Марка обвиняют в покушении на жизнь и поджоге, но Блэйк помогает ему. Джозеф совершает самоубийство, хотя Блэйк и Джефф пытались остановить его. |    |                                                |                       |                               |                  |
| 64 | 3  | «The Note / Записка»                           | Джером Куртлэнд       | Эдвард Дэ Бласио              | 19 октября 1983  |
| Джозеф оставил записку, в которой говорится, что это он поджог дом, чтобы убить Алексис. Клаудию выписывают из клиники. Кирби очень расстроена смертью отца. Блэйк собирается решить вопрос об опеке над Дэнни через суд. |    |                                                |                       |                               |                  |
| 65 | 4  | «The Hearing, Part 1 / Слушание дела, Часть 1» | Роберт Ширер          | Дэннис Тёрнер                 | 26 октября 1983  |
| Кирби пытается шантажировать Алексис, уверяя, что знает, почему Джозеф покончил с собой. Клаудия получает работу в Мираже. Кирби рассказывает Кристл, что Адам изнасиловал её. Начинается суд по делу об опеке над Дэнни, и Алексис свидетельствует против Блэйка. Сэмми Джо предлагает помощь Блэйку. |    |                                                |                       |                               |                  |
| 66 | 5  | «The Hearing, Part 2 / Слушание дела, Часть 2» | Ирвинг Джей Мур       | Эдвард Дэ Бласио              | 2 ноября 1983    |
| Сэмми Джо свидетельствует в суде в помощь Блэйку, в то время, как Kристл и Фэллон в пользу Стивена. Алексис возвращается домой и находит квартиру в бардаке. Встреча Клаудии и Сэмми Джо заканчивается ссорой и потасовкой. Позже, к Клаудии приходит идея, как Стивен может выигрывать суд. Фэллон продолжает исследовать прошлое Адама и вместе с Джеффом приезжает в штат Монтана, куда позднее прибывает и Кирби.                                               |    |                                                |                       |                               |                  |
| 67 | 6  | «Tender Comrades / Нежный командор»            | Филип Ликок           | Эдвард Дэ Бласио              | 9 ноября 1983    |
| Клаудия и Стивен женятся и получают опеку над Дэнни. Блэйк хочет вернуть Kристл назад, и по совету Эндрю предлагает ей работу PR-менеджера в «Денвере-Кэррингтон», где она будет работать с Трейси Кендалл. Джефф и Фэллон продолжают свои поиски, а также проводят ночь вместе. Адам заставляет Алексис подписать некоторые документы относительно «КолбиКо» — женщина не догадывается, что подписала квитанцию о поставке химикатов, которыми Адам травил Джеффа. |    |                                                |                       |                               |                  |
| 68 | 7  | «Tracy / Трейси»                               | Кёртис Харрингтон     | Фрэнк Салисбури               | 16 ноября 1983   |
| Все подозревают Алексис в попытке отравить Джеффа. Блэйк угрожает сделать публичное заявление, если она не отзывает слияние компаний. Между Трейси и Кристл возникают трения. |    |                                                |                       |                               |                  |
| 69 | 8  | «Dex / Декс»                                   | Лоррейн Сенна Феррара | Дэннис Тёрнер                 | 23 ноября 1983   |
| Джефф хочет вернуть свои акции, а Марк принимает предложение Алексис о работе телохранителем. Фарнсворт Декстер, сын старого друга Блэйка и делового партнёра Сэма Декстера, прибывает в Денвер и проявляет интерес к Алексис. Он флиртует с нею и предлагает сотрудничество. |    |                                                |                       |                               |                  |
| 70 | 9  | «Peter De Vilbis / Питер Дэ Вилбис»            | Джером Куртлэнд       | Эдвард Дэ Бласио              | 30 ноября 1983   |
| Блэйк и Kристл пытаются наладить свои отношения. Декс хочет, чтобы Алексис присоединилась к его проекту. Фэллон, Блэйк и Kристл едут на скачки в Вашингтон, где девушка знакомится с Питером Де Вилбисом, чья лошадь Аллегри выигрывает гонку. Кирби рассказывает Джеффу об изнасиловании и личности настоящего отца её ребёнка. Фэллон спит с Питером, не подозревая, что мужчине нужны лишь её деньги.                                                            |    |                                                |                       |                               |                  |
| 71 | 10 | «The Proposal / Предложение»                   | Кёртис Харрингтон     | Дэннис Тёрнер                 | 7 декабря 1983   |
| Между Джеффом и Адамом происходит драка из-за Кирби. Декс убеждает Алексис заключить контракт. Блэйк и Kристл вновь сходятся, и на романтическом ужине предлагает бывшей жене вернуться домой. |    |                                                |                       |                               |                  |
| 72 | 11 | «Carousel / Карусель»                          | Филип Ликок           | Эдвард Дэ Бласио              | 21 декабря 1983  |
| Декс проводит ночь с Алексис. Джефф узнаёт, что Фэллон спит с Питером. Блэйк покупает лошадь Питера в качестве свадебного подарка для Кристл. В отношениях Стивена и Блэйка наконец наступает долгожданный мир. |    |                                                |                       |                               |                  |
| 73 | 12 | «The Wedding / Свадьба»                        | Ирвинг Джей Мур       | Майкл Расснау                 | 28 декабря 1983  |
| Алексис и Декс основывают собственную компанию «Лекс-Декс». Питер начинает флиртовать с Клаудией. Адам делает Кирби предложение и узнает, что она и Джефф собираются развестись. Блэйк и Кристл женятся во второй раз, а действия Трейси вызывают подозрение. |    |                                                |                       |                               |                  |
| 74 | 13 | «The Ring / Кольцо»                            | Кёртис Харрингтон     | Дэннис Тёрнер                 | 4 января 1984    |
| Kристл и Блэйк отправляются в медовый месяц в Рио-де-Жанейро. Кристл хочет родить ребёнка. У Питера проблемы с финансами и… наркотиками. Таинственный мужчина следит за Дэнни в парке. После угроз няне Дэнни, Клаудия и Стивен решают переехать в особняк, чтобы обезопасить мальчика. У нового дворецкого, Джерарда, возникают трения с Кристл. |    |                                                |                       |                               |                  |
| 75 | 14 | «Lancelot / Ланселот»                          | Ирвинг Джей Мур       | Милли Тэггарт                 | 11 января 1984   |
| Кирби плохо себя чувствует и идёт на приём к врачу, который прописывает женщине постельный режим. Трейси всё ближе подбирается к Блэйку. Над домом Кэррингтонов нависал опасность: Аллегри похищен, а Клаудия получают букет фиалок пугающую карточку. Фэллон пробует наркотики. |    |                                                |                       |                               |                  |
| 76 | 15 | «Seizure / Приступ»                            | Георг Стэнфорд Браун  | Дэннис Тёрнер                 | 18 января 1984   |
| Похититель Аллегри посылает Блэйку и Питеру записку с требованиями выкупа. Питер сообщает прессе, что намерен жениться на Фэллон, а Джефф не доверяет мужчине. Адам пробует помириться с Джеффом. Кирби чувствует себя хуже, и Адам отвозит её в больницу. |    |                                                |                       |                               |                  |
| 77 | 16 | «A Little Girl / Маленькая девочка»            | Ирвинг Джей Мур       | Эдвард Дэ Бласио              | 1 февраля 1984   |
| Джефф делится своими подозрениями насчёт Питера с Блэйком. Кто-то присылает огромное количество фиалок Клаудии. Кирби теряет ребенка, и Адам сильно переживает. В отчаянии он сообщает Блэйку, что он ответствен за отравление Джеффа. |    |                                                |                       |                               |                  |
| 78 | 17 | «The Accident / Несчастный случай»             | Джером Куртлэнд       | Присцилла Инглиш              | 22 февраля 1984  |
| Трейси продолжает воплощение коварного плана по разрушению жизни Кристл. Питер скрывается с деньгами, а Аллегри возвращен владельцам. Блэйк и Джефф слишком поздно понимают, что Питер — аферист, и ему удалось скрыться. Расстроенная Фэллон в слезах убегает из «Миража», а Джефф пускается ей вдогонку — девушку сбивает машина. |    |                                                |                       |                               |                  |
| 79 | 18 | «The Vigil / Беспокойство»                     | Филип Ликок           | Майкл Расснау и Дэннис Тёрнер | 29 февраля 1984  |
| Фэллон находится в коме, а Питера задержали в аэропорту. Блэйку предлагают место в политической партии, и Декс пытается помешать этому. Джефф узнаёт что это Адам травил его. Фэллон выходит из комы, и выясняет, что парализована. |    |                                                |                       |                               |                  |
| 80 | 19 | «Steps / Шаги»                                 | Ирвинг Джей Мур       | Дэннис Тёрнер                 | 7 марта 1984     |
| Алексис пытается отстранить Кирби от Адама и рассказывает правду о её матери - причине, самоубийства Джозефа: мать Кирби находится в тюрьме за убийство. Фэллон внезапно начинает ходить, когда малышу Блэйку грозит опасность. Клаудия решает отправиться в Перу, где был убит Мэттью, чтобы узнать правду о местонахождении мужа и дочери. |    |                                                |                       |                               |                  |
| 81 | 20 | «The Voice, Part 1 / Голоса, Часть 1»          | Георг Стэнфорд Браун  | Эдвард Дэ Бласио              | 14 марта 1984    |
| Клаудия и Стивен отправляются в Перу к месту, где были убиты Мэттью и Линдси. Kристл узнает, что беременна. Блэйк едет с Трейси в Азию, где он должен заключить сделку с Рашидом Ахмедом. Фэллон жалуется Джеффу на частые головные боли и головокружения. Клаудия испытывает настоящий шок, когда ей звонит живой Мэттью. |    |                                                |                       |                               |                  |
| 82 | 21 | «The Voice, Part 2 / Голоса, Часть 2»          | Джером Куртлэнд       | Эдвард Дэ Бласио              | 21 марта 1984    |
| Алексис сотрудничает с Рашидом, собираясь разорить Блэйка. Трейси пытается соблазнить Блэйка, но мужчина увольняет её. Между Стивеном и Дексом происходит драка. Кирби узнаёт, что её мать мертва. |    |                                                |                       |                               |                  |
| 83 | 22 | «The Voice, Part 3 / Голоса, Часть 3»          | Ирвинг Джей Мур       | Эдвард Дэ Бласио              | 28 марта 1984    |
| Кирби собирается убить Алексис. Дэкс застаёт Алексис и Рашида в постели, а затем проводит ночь с Трейси. Фэллон принимает предложение Джеффа о женитьбе. Кристл и Клаудия выясняют, что Морган Хесс звонил, притворяясь Мэттью. |    |                                                |                       |                               |                  |
| 84 | 23 | «Birthday / Рождение»                          | Ким Фридман           | Сьюзан Миллер                 | 4 апреля 1984    |
| ДжеФФ и Фэллон объявляют о своей скорой свадьбе. Алексис узнает, что Кристл беременна. Трейси устраивается на работу в «КолбиКо». |    |                                                |                       |                               |                  |
| 85 | 24 | «The Check / Чек»                              | Джером Куртлэнд       | Дэннис Тёрнер                 | 11 апреля 1984   |
| Блэйк и Адам пытаются решить нефтяные проблемы в Гонконге, иначе он потеряет свою компанию. Марк подслушивает разговор Блэйка и Алексис и угрожает женщине рассказать Блэйку о её заговоре с Рашидом. Кирби собирается застрелить Алексис, но её попытки терпят крах. Тогда Алексис угрожает сообщить о ней в полицию, если Кирби не оставит Адама. |    |                                                |                       |                               |                  |
| 86 | 25 | «The Engagement / Помолвка»                    | Ирвинг Джей Мур       | Дэннис Тёрнер                 | 18 апреля 1984   |
| Сэмми Джо возвращается из Нью-Йорка, чтобы повидаться с сыном. Трейси не нравится роль шпиона, которую она играет в «КолбиКо». Алексис находит в своей квартире пьяного Марка, который шантажирует её. Позже выясняется, что Марк был убит той же ночью. |    |                                                |                       |                               |                  |
| 87 | 26 | «New Lady In Town / Приезжая»                  | Джером Куртлэнд       | Эдвард Дэ Бласио              | 2 мая 1984       |
| В попытках спасти компанию, Блэйк закладывает свой особняк. Трейси уходит из «КолбиКо» и рассказывает Алексис о своей связи с Дексом. Сэмми Джо проводит уик-энд с Дэнни, и она хочет вернуть себе родительские права. Некая женщина по имени Доминик Деверо проявляет большой интерес к Кэрринтонам. Вскоре между ней и Алексис начинаются трения. |    |                                                |                       |                               |                  |
| 88 | 27 | «The Nightmare / Кошмар»                       | Ирвинг Джей Мур       | Эдвард Дэ Бласио              | 9 мая 1984       |
| Кирби собирается уехать из Денвера. Выясняется, что это Сэмми Джо заставляла Моргана Хесса делать звонки от имени Мэттью. А вскоре у неё появляется компромат на Адама. У Алексис и Декса вновь начинается роман. Доминик выдаёт себя за члена семейства Кэррингтон. В разгар свадьбы Фэллон и Джеффа, девушке становится плохо - она сбегает и попадает в аварию. Тем временем, Алексис арестовывают за убийство Марка Дженнингса.                                 |    |                                                |                       |                               |                  |

## Рейтинги
По результатам года, шоу заняло третью строчку в Топ-20 самых рейтинговых шоу с общим показателем 20,1 миллиона зрителей.

## Выход на DVD
Четвёртый сезон сериала был выпущен в виде двух бокс-сетов — 7 апреля 2009 и 2 февраля 2010. Каждый бокс-сет состоял из 3-х дисков, на которых разместились 27 эпизодов. Какие-либо дополнительные материалы отсутствуют. Кроме оригинальной дорожки и английских субтитров, у эпизодов есть испанская аудиодорожка и испанские субтитры.